# ایکر مونیاین
ایکر مونیاین (انگلیسی: Iker Muniain؛ زادهٔ ۱۹ دسامبر ۱۹۹۲) بازیکن فوتبال اهل اسپانیا است.  وی  برای اتلتیک بیلبائو بازی می‌کرد.
وی همچنین در تیم ملی فوتبال اسپانیا بازی کرده است.

## افتخارات
اتلتیکو بیلبائو
- سوپر جام اسپانیا:۲۰۱۱-۱۲،۲۰۱۴-۲۰۱۵، ۲۰۲۰-۲۱
- نایب قهرمان کوپا دل ری:۲۰۱۱-۱۲

اسپانیا زیر ۲۱ سال
- قهرمانی اروپا زیر ۲۱ سال:۲۰۱۱،۲۰۱۳

اسپانیا زیر ۱۹ سال
- نایب قهرمانی زیر ۱۹ سال اروپا:۲۰۱۰

اسپانیا زیر ۱۷ سال
- مقام سوم جام جهانی زیر ۱۷ سال:۲۰۰۹

شخصی
- بهترین بازیکن سال لالیگا:۲۰۱۰-۲۰۱۱
- پسر طلایی اروپا:۲۰۱۰،۲۰۱۱،۲۰۱۲